# Pomnik pomocy Węgrom w Poznaniu
Pomnik pomocy Węgrom – pomnik zlokalizowany w Poznaniu, na terenie Zintegrowanego Centrum Komunikacyjnego, przy wejściu do budynku dworca Poznań Główny i galerii Poznań City Center.
Obiekt odsłonięto 23 października 2013. Fundatorem była węgierska firma TriGranit, budująca poznańskie Zintegrowane Centrum Komunikacyjne. Autorem granitowo-szklanej steli był Roman Kosmala z Poznania. Pomnik powstał jako dar wdzięczności od Węgrów za pomoc udzieloną w roku 1956, podczas trwania powstania węgierskiego. Z Polski, w tym zwłaszcza z Poznania, dotarła wówczas do mieszkańców Budapesztu znacząca pomoc materialna. W odsłonięciu monumentu udział wzięli: János Tischler – dyrektor Węgierskiego Instytutu Kultury, Ryszard Grobelny – prezydent Poznania, Ákos Engelmayer – b. ambasador Węgier w Polsce i uczestnik powstania węgierskiego, Ivan Gyurcsik – ambasador węgierski w Polsce, Sándor Demján – prezes TriGranitu, a także reprezentacja kibiców Lecha Poznań.